# The Aliens
The Aliens ist eine sechsteilige britische Fernsehserie. Die Idee zu der Serie hatte Fintan Ryan. Die Hauptrolle spielt Michael Socha. In Deutschland wurde die Serie auf ZDFneo und später auch auf Funk gezeigt.

## Handlung
Die Grenzbehörde kontrolliert die auf der Erde lebenden Außerirdischen. Diese wohnen streng getrennt von den Menschen hinter einer Mauer in Ghettos. Um zu arbeiten, dürfen manche Außerirdische auf die menschliche Seite. Sobald sie die Arbeit beendet haben, müssen sie allerdings wieder zurück auf die außerirdische Seite. Die Grenzbehörde erzählt den Kindern, dass die Außerirdischen böse sind. Sie seien gefährlich, würden klauen, die Menschen unter Drogen setzen und so weiter. Damit rechtfertigt die Grenzbehörde auch ihr strenges, abwertendes Verhalten gegenüber den Außerirdischen, die äußerlich nicht von den Menschen zu unterscheiden sind.
Auch Lewis arbeitet bei der Grenzkontrollbehörde. Er hält nicht viel von den Außerirdischen, muss jedoch schon bald feststellen, dass er selber zur Hälfte Außerirdischer ist.

## Hintergrund
Die Serie wurde erstmals in Großbritannien auf dem Channel-4-Ableger E4 gezeigt. Michael Socha spielt die Hauptrolle des Lewis in der Sci-Fi-Dramedy. Weitere Hauptrollen spielen Michaela Coel, Jim Howick, Ashley Walters und Holli Dempsey.
Das Drehbuch schrieb Fintan Ryan. Produziert wurde die Serie von Clerkenwell Films, die auch „Misfits“ produziert hatten, eine Serie mit Michael Sochas Schwester Lauren Socha in der Hauptrolle. Im Mai 2016 wurde bekannt gegeben, dass die Serie aufgrund schlechter Quoten abgesetzt werden würde. Daneben wurde die Serie in Sydney auf ABC und in Kanada auf ET gezeigt.
In Deutschland wurde die Serie ab dem 25. Oktober 2016 auf ZDFneo ausgestrahlt. Außerdem wurde die Serie am 1. Oktober 2016 auf der Funk App von ARD und ZDF veröffentlicht.

## Besetzung und Synchronisation
Die Serie wurde bei der Hermes Synchron in Potsdam unter der Dialogregie von Karlo Hackenberger vertont.
| Rolle         | Schauspieler     | Synchronsprecher  |
| ------------- | ---------------- | ----------------- |
| Lewis Garvey  | Michael Socha    | Patrick Schröder  |
| Lilyhot       | Michaela Coel    | Anja Stadlober    |
| Antoine Berry | Michael Smiley   |                   |
| Dominic       | Jim Howick       | Tim Sander        |
| Holly Garvey  | Holli Dempsey    | Josephine Schmidt |
| Fabien        | Trystan Gravelle | Kim Hasper        |

## Episoden
| Nr. | Deutscher Titel    | Originaltitel | Erstausstrahlung UK | Deutschsprachige Erstausstrahlung (ZDFneo) | Regie                 | Drehbuch                |
| --- | ------------------ | ------------- | ------------------- | ------------------------------------------ | --------------------- | ----------------------- |
| 1   | Das Halbblut       | Episode 1     | 8. März 2016        | 25. Okt. 2016                              | Jonathan van Tulleken | Fintan Ryan             |
| 2   | Die Rückkehr       | Episode 2     | 15. März 2016       | 25. Okt. 2016                              | Jonathan van Tulleken | Fintan Ryan             |
| 3   | Die Falle          | Episode 3     | 22. März 2016       | 25. Okt. 2016                              | Jonathan van Tulleken | Fintan Ryan             |
| 4   | Der Tunnel         | Episode 4     | 29. März 2016       | 25. Okt. 2016                              | Lawrence Gough        | Fintan Ryan             |
| 5   | Der Auftragskiller | Episode 5     | 5. Apr. 2016        | 25. Okt. 2016                              | Lawrence Gough        | Joe Brown & Fintan Ryan |
| 6   | Der Plan           | Episode 6     | 12. Apr. 2016       | 25. Okt. 2016                              | Lawrence Gough        | Fintan Ryan             |

## Rezeption
Tim Dowling vom Guardian meint, die Serie sei „ein enormer Spaß. Es gebe viele herausragende lustige Momente“, obwohl er manchmal wünschte, die Serie würde „sich etwas ernster nehmen“.
Michael Hogan vom Daily Telegraph lobt die Darstellung von Michael Socha sowie der anderen starken Hauptdarsteller. Sami Kelsh von Cultbox findet, dass die Serie mit „wunderbaren, witzigen Momenten inmitten von Chaos und Verbrechen“ gespickt sei. Außerdem lobt er die Hauptdarsteller als „charmant und faszinierend“.

## Nominierungen
Broadcast Digital Awards:
- 2016: Nominiert für Best Scripted Programme[13]